# Eduard Schott (Mediziner)

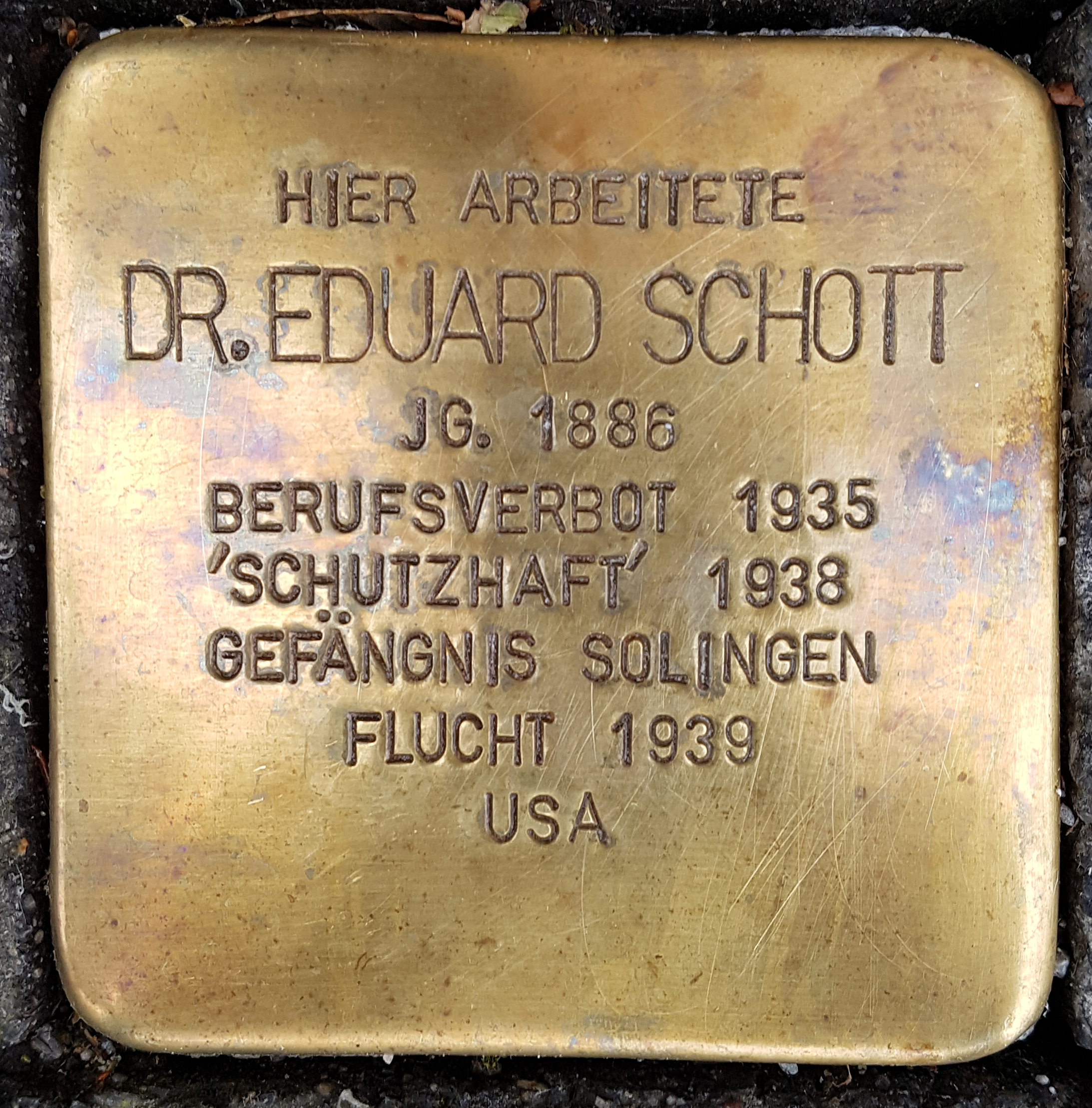
Stolperstein in Solingen für Eduard Schott

Eduard Franz Schott (* 6. Mai 1886 in Hagenau, Reichsland Elsaß-Lothringen; † 6. Juli 1952) war ein deutscher Mediziner jüdischer Herkunft. 1935 wurde er seines Postens als ärztlicher Leiter der Städtischen Krankenanstalten Solingen enthoben. 1939 konnte er in die USA emigrieren, wo er 1952 starb.

## Biographie

### Ausbildung und Berufslaufbahn
Eduard Schott wurde als Sohn jüdischer Eltern geboren. Als er zehn Monate alt war, starb sein Vater, und die Mutter zog mit ihm und seiner älteren Schwester Rosa in ihre Heimatstadt Worms. Dort absolvierte Schott 1904 sein Abitur und studierte anschließend Medizin in Heidelberg, München, Kiel und Straßburg. Während seiner Studienzeit in Straßburg lernte er Albert Schweitzer kennen und war so tief von ihm beeindruckt, dass er zum protestantischen Glauben konvertierte. 1909 legte er dort sein Staatsexamen mit „sehr gut“ ab und promovierte mit „summa cum laude“ zum Thema Morphologische und experimentelle Untersuchungen über Bedeutung und Herkunft der Zellen der serösen Höhlen und der sogenannten Makrophagen. Im Jahr darauf erhielt er seine Approbation als Arzt. 1911 ging Schott als Assistenzarzt an die Medizinische Klinik der Städtischen Krankenanstalten Lindenburg in Köln.
Im Ersten Weltkrieg diente Schott als Oberarzt in Flandern, in der Champagne und an der Ostfront. Er lernte dabei die Krankenschwester Ilse Gumprecht kennen; das Paar heiratete 1917 und bekam vier Kinder, Ilse (* 1920), Alexander (* 1923), Hellmut (* 1926) und Brigitte (* 1927). Nach Kriegsende wurde Schott Erster Oberarzt an der Lindenburg, 1919 aus Anlass der Neugründung der Universität zu Köln als Privatdozent habilitiert und 1921 zum außerordentlichen Professor ernannt.
Zum 1. Oktober 1927 wurde Eduard Schott Chefarzt der Inneren Medizin und ärztlicher Leiter der Städtischen Krankenanstalten Solingen. Seine Bewerbung legte Zeugnis von seinen zahlreichen medizinischen Publikationen ab, darunter seine Erstbeschreibung des präkordialen Faustschlags.

### Entlassung nach 1933 und Ausreise
Am 4. Dezember 1933 wurde Schott aufgrund des Berufsbeamtengesetzes vom April 1933 vom Solinger Oberbürgermeister Helmut Otto seines Postens in der Klinik enthoben und zum Oberarzt degradiert. Bis 1935 genoss er noch das Frontkämpferprivileg, förmlich erfolgte seine Zwangspensionierung zum Ende des Jahres 1935 aufgrund des § 4(2) der Ersten Verordnung zum Reichsbürgergesetz.
Am 6. April 1935 prangte ein Plakat mit roter Schrift am Eingang des Krankenhauses mit der Aufschrift „Jud Schott heraus“; die gleiche Parole wurde auf die Gartenmauer seiner Privatwohnung geschmiert. Während der Verwaltungsdirektor der Klinik das Plakat empört entfernen ließ, blieb die Krankenhausverwaltung hingegen tatenlos; Oberbürgermeister Otto vermerkte in den Akten: „Es ist nichts zu veranlassen.“ Schott selbst stellte ein Gesuch an Hitler mit der Bitte um Weiterbeschäftigung, in dem er auf seine patriotische Haltung hinwies. Freunde und Patienten von Schott wollten eine Eingabe machen und fragten beim Oberbürgermeister nach, welche die dafür zuständige Stelle sei. Der Historiker Ralf Stremmel schreibt dazu: „Hinter dem formal-korrekten Vorgehen [...] ist immer noch der Glaube an das Funktionieren einer überparteilichen Bürokratie zu spüren – eine bloße Illusion.“
Nach dem Verlust seiner Anstellung mussten Eduard Schott und seine Familie die bisherige Dienstwohnung verlassen und in eine Etagenwohnung ziehen, in der Schott eine kleine privatärztliche Praxis betrieb. Am 29. Juli 1938 nahmen sich seine Schwester Rosa und deren Ehemann Fritz Gernsheim, ein hochgeachteter Kinderarzt, in Worms das Leben. In der Nacht vom 9. auf den 10. November 1938 wurde auch die Wohnung der Schotts im Zuge der Novemberpogrome von SA-Leuten verwüstet. Die Männer warfen ein Cello aus dem Fenster, zerstörten den Flügel, zerschnitten Bilder von Emil Nolde, Paul Klee sowie Albrecht Dürer und zerschlugen das Porzellan.
Eduard Schott wurde tags drauf in sogenannte „Schutzhaft“ genommen. Es gelang ihm, mit der Bürgschaft eines ihm unbekannten US-Amerikaners ein Visum für die USA zu erhalten; da er im Elsass geboren war, konnte er im Rahmen des französischen Einreisekontingents Deutschland am 10. Mai 1939 verlassen.

### In den USA
Schott ließ sich in East Lynn, einem kleinen Ort in Massachusetts nahe Boston, nieder und nannte sich Edward Francis Schott. Seine Frau Ilse, die sich pro forma scheiden ließ, zog mit den vier Kindern in die Heimatstadt ihrer Eltern nach Weimar. Die älteste Tochter Ilse folgte dem Vater 1940 in die USA, der Rest der Familie in den Jahren nach dem Krieg. 1944 erlitt Schott einen Schlaganfall, weshalb er nach Kriegsende das Angebot der Krankenanstalten Solingen, wieder deren Leitung zu übernehmen, ablehnte. Am 6. Juli 1952 starb er nach einem zweiten Schlaganfall im Alter von 66 Jahren.
1988 schrieb der Sohn Francis H. Schott (Hellmut), der als Zwölfjähriger die Novemberpogrome miterlebt hatte, in einem Artikel für die New York Times: „Die geordnete Welt, in der nur die Polizei dich holen kann und die nur dann kommt, wenn du ein Verbrecher bist – diese Welt gibt es nicht mehr. Indem eine Regierung Öl in das Feuer der Vorurteile gießt, kann sie daraus Hass machen und eine Bevölkerung in Schlägertrupps verwandeln. So schmerzlich es auch ist, wir müssen uns immer daran erinnern.“ 1998 publizierte er das Buch From Holocaust to freedom : a life.

## Gedenken
Auf Initiative der Regionalgruppe der IPPNW (Internationale Ärzte für die Verhütung des Atomkrieges, Ärzte in sozialer Verantwortung) war vom 10. November bis 8. Dezember 2017 im Foyer des Städtischen Klinikums die Ausstellung „Fegt alle hinweg – Entzug der ärztlichen Approbation jüdischer Ärztinnen und Ärzte 1938“ zu sehen. In Anwesenheit von drei Enkeln Schotts wurde zudem eine Gedenktafel für Professor Eduard Schott enthüllt.
Am 27. Oktober 2018 wurde für Eduard Schott in Solingen vor seinem letzten Wohnhaus Birkenweiher 43 ein Stolperstein verlegt.